# وولفرام إيبرهارد
وولفرام إيبرهارد (بالألمانية: Wolfram Eberhard)‏ هو كاتب للأطفال ألماني، ولد في 17 مارس 1909 في بوتسدام في ألمانيا، وتوفي في 15 أغسطس 1989 في إل سيرريتو في الولايات المتحدة.

## وصلات خارجية
- وولفرام ايبرهارد على موقع مونزينجر (الألمانية)